# S'Aranjassa
L'Aranjassa (popularment s'Aranjassa) és un barri del municipi de Palma del districte de Llevant, entre els barris de Sant Jordi, l'aeroport, el Pil·larí i el municipi de Llucmajor. Compta amb un nucli de població que dona nom al barri, dues urbanitzacions a l'extrem est i una al nord (Son Oliver). Ocupa una extensió de 664,3 ha, amb una població de 1.119 habitants el 2018, dels quals 119 són estranger, majoritàriament de la Unió Europea.
El topònim Aranjassa prové de la possessió en els terrenys de la qual s'hi creà aquesta població. I a la vegada el nom de la possessió és un derivat augmentatiu d'aranja, que és el fruit de l'aranger, espècie de taronja grossa, de pell molt gruixada, popa verdosa i un poc amargant.

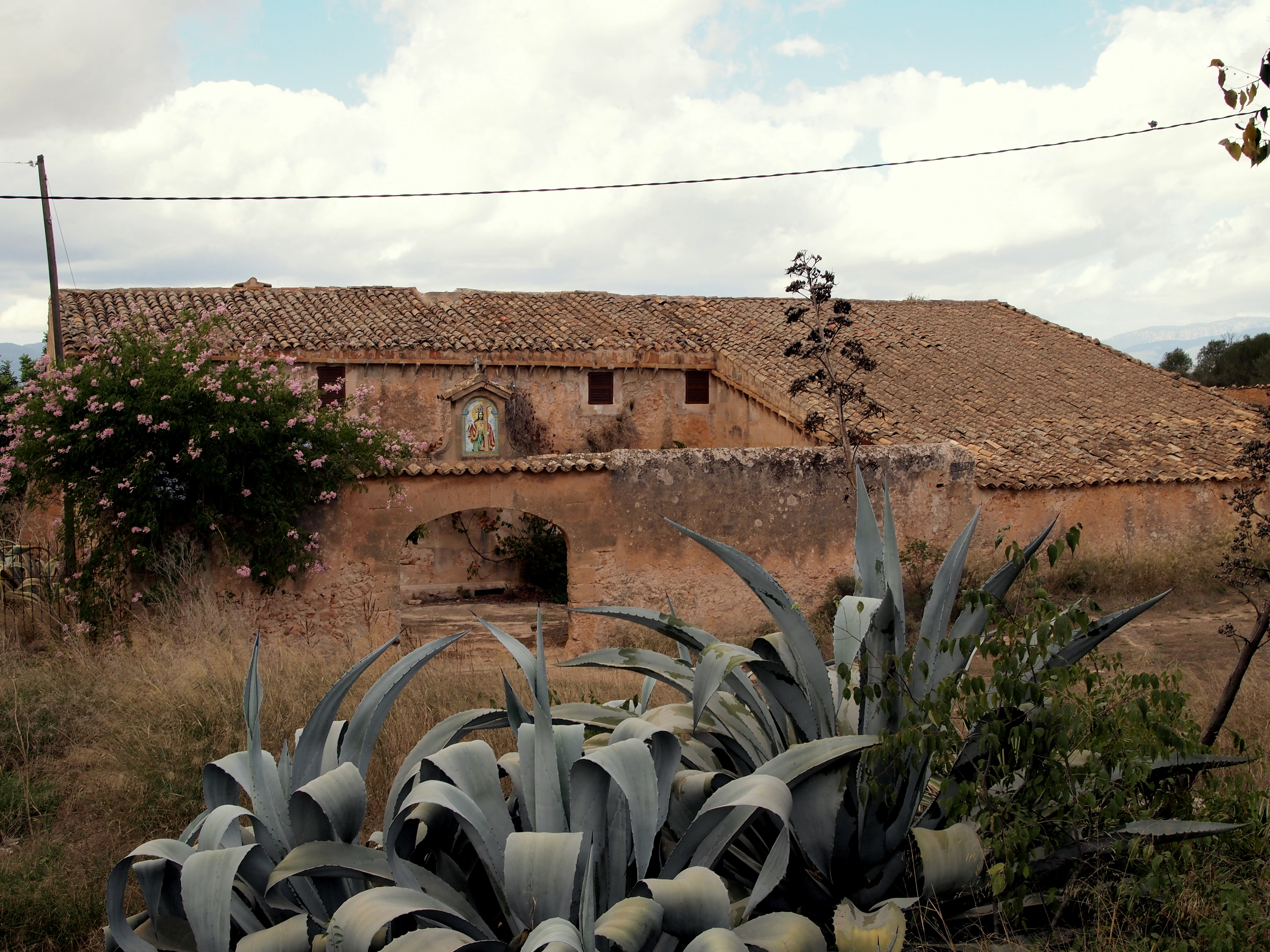
Casses de la possessió de s'Aranjassa, origen del barri

El seu origen data de la dessecació del pla de Sant Jordi des del 1849, el qual s'estenia entre els turons de Marratxí i de Sant Jordi fins a la ciutat i la mar. El nucli de població naixé de l'agrupació de nous agricultors procedent de Llucmajor i de Vilafranca de Bonany. Aquests s'instal·laren a la zona de contacte entre el reguiu i el secà. La base econòmica inicial era l'agricultura i la ramaderia bovina. Però aquesta darrera anà desapareixent al final del segle XX i, actualment, està pràcticament extingida. L'agricultura es manté però s'ha anat abandonant i molts d'horts s'han transformat en llocs residencials aprofitant la proximitat a Palma.